# هانس نوردين (متزلج قفز)
هانس نوردين (بالسويدية: Hans Nordin)‏ هو متزلج قفز سويدي، ولد في 7 يناير 1931 في هارنوساند في السويد.

## وصلات خارجية
- هانس نوردين على موقع اللجنة الأولمبية الدولية (الإنجليزية)
- هانس نوردين على موقع أوليمبيديا (الإنجليزية)
- هانس نوردين على موقع اللجنة الأولمبية السويدية (السويدية)